# أوبليس تركستان
أوبليس تركستان (سابقا حتى عام 2018: أوبليس كازاخستان الأوسط أو أوبليس كازاخستان الجنوبي) هو أحد التقسيمات الإدارية في كازاخستان. يقع على الحدود الجنوبية مع أوزبكستان. عاصمته الإدارية مدينة شيمكانت. يوجد به ضريح خوجة أحمد يسوي.